# 帕卢湾
帕卢湾（印尼语：Teluk Palu）是印度尼西亚苏拉威西岛西北部的一个海湾，海湾以邻近的城市帕卢为名。帕卢湾位于两座山脊之中，为条状，湾口在其西北部，连接望加锡海峡。
帕卢湾以东的地区较为干旱，年降水量仅 500 - 600 毫米。海湾南部的塔利瑟海滩是帕卢的主要旅游目的地。

## 资料来源
1. ↑  Supriatna, Jatna. . Jakarta: Yayasan Obor Indonesia. 2008: 29. ISBN 9794616966.
2. ↑  Yulianingsih, Tri Maya; Ratino. . 2010: 358. ISBN 9797881660.